# Arlington (Massachusetts)
Arlington is een plaats (town) in Middlesex County, Massachusetts, Verenigde Staten. In 2010 had de plaats een inwonertal van 42.844 en waren er 19.011 huishoudens. Arlington ligt ongeveer tien kilometer ten noordwesten van Boston.

## Partnersteden
- Nagaokakyo, Japan
- Portarlington, Ierland

## Geboren in Arlington
- Alan Wilson (1943-1970), zanger en muzikant (Canned Heat)

## Bekende inwoners
- Dane Cook, komediant en acteur
- Olympia Dukakis, actrice, Academy Award-winnaar
- Roy Glauber, natuurkundige, winnaar Nobelprijs voor de Natuurkunde (2005)
- Alan Hovhaness, componist
- Timothy Hutton, acteur, Academy Award-winnaar
- Ron Rivest, wiskundige en informaticus